# Castello di caccia Stern
Il castello di caccia Stern (in tedesco Jagdschloss Stern) è un edificio costruito nel XVIII secolo alla periferia di Potsdam per il Re di Prussia. Esso è posto sotto tutela monumentale (Denkmalschutz).

## Storia
L'edificio fu costruito dal 1730 al 1732 per il re Federico Guglielmo I nel bosco della Parforceheide, ad est della città di Potsdam.
Il castello fu costruito al margine della piazza stellare (Stern; letteralmente: “stella”) realizzata dal 1724 al 1729 come punto d'origine dei tracciati forestali verso tutte le direzioni.
A fianco del castello sono posti alcuni edifici minori, costruiti negli stessi anni con funzioni di servizio.

## Caratteristiche
Il castello è un edificio modesto, per dimensioni e per veste architettonica; esso ha un solo piano oltre al terreno, e si ispira all'architettura tradizionale delle case olandesi, costituendo quindi un riferimento per il successivo quartiere olandese di Potsdam.
Gli interni sono arredati in un rustico stile barocco, coerente con il gusto borghese e spartano del committente.